# Смит, Хайрам
Хайрам Смит или Хайрум Смит (англ. Hyrum Smith; 9 февраля 1800, Танбридж, Вермонт — 27 июня 1844, Картхейдж, Иллинойс) — старший брат Джозефа Смита, один из лидеров движения мормонов в ранний период.

## Биография
Хайрам Смит был одним из первых поддержавших Джозефа Смита как нового пророка. Уже в июне 1829 года он был крещён в озере Сенека в штате Нью-Йорк. Хайрам является одним из восьми свидетелей, имена которых указываются в Книге Мормона. После того как Церковь была оформлена законодательно, он стал одним из шести человек, подписавших церковный устав.
В 1831 году Хайрум вместе с семьёй переехал в Киртланд, штат Огайо, а затем в Наву, штат Иллинойс. После смерти в 1840 году Джозефа Смита-старшего стал патриархом-президентом Церкви Иисуса Христа Святых последних дней. Помимо этого он стал ассистентом президента Церкви.
В 1844 году вместе с братом оказался заключён в тюрьму в городе Картидж, штат Иллинойс. Был убит толпой 27 июня 1844 года. В Церкви мормонов считается одним из главных мучеников.

### Личная жизнь
2 ноября 1826 года Хайрам женился на Джеруше Барден и имел от этого брака двух сыновей и четырёх дочерей. После того как в 1837 году Джеруша умерла, женился на Мэри Филдинг. В этом браке родились дочь и сын Джозеф Филдинг Смит-старший, ставший впоследствии президентом ЦИХСПД.

## Образ в кино
- 1940 — «Бригам Янг»[англ.], роль Смита исполнил Стэнли Эндрюс[3][4].